# Jatobá (Maranhão)
Jatobá é um município brasileiro do estado do Maranhão. De acordo com o censo de 2022 do IBGE a cidade possui 7.471 habitantes e uma área territorial de 591,637 quilômetros quadrados.

## História
Pertencia à cidade de Colinas até 1996, quando foi emancipada. Faz fronteira com Colinas, São Domingos e Fortuna. De início, Jatobá era apenas um povoado de Colinas, próximo dos povoados Poço Redondo, Lajeado e Pulga, distante 12 km da BR 135.  
Em função da grande quantidade de pés de Jatobás, seus primeiros moradores lhes deram esse nome, que foi mantido após a emancipação em 1996. Seu primeiro prefeito foi Miguel Alves da Silva, o Miguel Bento, eleito em 1996 e reeleito em 2000, e que também já tinha sido três vezes vereador por Colinas. 
Depois de Miguel Bento, foi eleita prefeita a professora Ednaura Pereira da Silva, esposa de seu sobrinho José Roberto em 2004 e sendo reeleita em 2008. A atual prefeita, Consuelo Lima, é filha do ex-prefeito Miguel Bento, eleita em 2012 e reeleita para o mandato de mais quatro anos ( 2017 - 2020) com o apoio de Ednaura. 

## Geografia
Localiza-se a uma latitude 05º49'00" sul e a uma longitude 44º13'24" oeste, a uma altitude de 190 metros. Sua população estimada em 2015 era de 9.819 habitantes.
Possui uma área de 591,384 km².
| Área da unidade territorial [2024] | 591,637 km²                |
| Hierarquia urbana [2018]           | Centro Local               |
| Região de Influência [2018]        | Colinas - Centro de Zona B |
| Região intermediária [2024]        | Presidente Dutra           |
| Região imediata [2024]             | Colinas                    |
| Mesorregião [2022]                 | Leste Maranhense           |
| Microrregião [2022]                | Chapadas do Alto Itapecuru |

Fonte: IBGE
| Bioma predominante [2024]             | Cerrado      |
| Área urbanizada [2019]                | 2,93 km²     |
| Esgotamento sanitário adequado [2010] | 30,5 %       |
| Arborização de vias públicas [2010]   | 99,1 %       |
| Urbanização de vias públicas [2010]   | 0 %          |
| Sistema Costeiro-Marinho [2019]       | Não pertence |

Fonte: IBGE
Educação
| Taxa de escolarização de 6 a 14 anos de idade [2010]             | 97,9 %           |
| IDEB – Anos iniciais do ensino fundamental (Rede pública) [2023] | 5,8              |
| IDEB – Anos finais do ensino fundamental (Rede pública) [2023]   | 4,1              |
| Matrículas no ensino fundamental [2023]                          | 1.306 matrículas |
| Matrículas no ensino médio [2023]                                | 269 matrículas   |
| Docentes no ensino fundamental [2023]                            | 132 docentes     |
| Docentes no ensino médio [2023]                                  | 14 docentes      |
| Número de estabelecimentos de ensino fundamental [2023]          | 15 escolas       |
| Número de estabelecimentos de ensino médio [2023]                | 1 escolas        |

Fonte: IBGE
Economia
| PIB per capita [2021]                                                                           | 7.234,91 R$      |
| Índice de Desenvolvimento Humano Municipal (IDHM) [2010]                                        | 0,561            |
| Total de receitas brutas realizadas [2023]                                                      | 44.328.055,15 R$ |
| Transferências correntes (Percentual em relação às receitas correntes brutas realizadas) [2023] | 96,38 %          |
| Total de despesas brutas empenhadas [2023]                                                      | 44.186.613,08 R$ |

Fonte: IBGE
| Salário médio mensal dos trabalhadores formais [2022]                                             | 2,4 salários mínimos |
| Pessoal ocupado [2022]                                                                            | 388 pessoas          |
| População ocupada [2022]                                                                          | 5,19 %               |
| Percentual da população com rendimento nominal mensal per capita de até 1/2 salário mínimo [2010] | 56,8 %               |

Fonte: IBGE

### Povoados
Cachimbos, Taboca da Onça, Lajeado, Lagoa da Serra, Axixá, Pulga, Poço Redondo, Cachoeira, Centro do Feliciano, Centro do João Droga e Olho D'Água, Centro do 41.

## Administração
- Prefeito: Leonardo César Ribeiro Sousa (2025/2028. Detalhes: Léo do Banco, como é conhecido, é também empresário e ex-funcionário do Banco do Brasil, agência de Colinas, de onde também já foi vereador .
- Vice-prefeito: Luzivan Ribeiro Matos, ou Luzivan da Taboca, como é conhecido. Já foi vereador de Jatobá por três vezes e também presidente da Càmara Municipal. É filho do ex-vereador Valdir da Silva Matos e tio do vereador Wesley Matos.
- Presidente da Câmara: Jhonatan Lima Rodrigues.
- Vereadores: Jhonatan, Zé Roberto, Alex Bento, Wesley Matos, Ronaldo Vaqueiro, Armando da Taboca, Cotia, Joseildo da Serra e Mauro da Serra.

### Ex-Prefeitos
- Miguel Alves da Silva (1997/2000)
- Miguel Alves da Silva (2001/2004)
- Ednaura Pereira da Silva (2005/2008)
- Ednaura Pereira da Silva (2009/2012)
- Francisca Consuelo Lima da Silva (2013/2016)
- Francisca Consuelo Lima da Silva (2017/2020)
- Carlos Roberto Ramos da Silva (2021/2024)